# Целуй кого хочешь
«Целуй кого хочешь» (фр. Embrassez qui vous voudrez) — совместная франко-итало-британская картина 2002 года по роману Джозефа Коннолли Summer Things, снятая французским режиссёром и актёром Мишелем Бланом.

## Сюжет
Состоятельные супруги Элизабет и Бертран (скрытый бисексуал) собираются в отпуск на север Франции в Ле-Туке, в то время как их дочь Эмили намеревается отдохнуть с подругой Ниной в Чикаго, которая на самом деле является парнем Эмили Кевином, а также подчинённым Бертрана. Их бедные, но тщательно скрывающие это друзья, Вероник с мужем Жеромом и сыном Лоиком решаются ни в чём не уступать им и тратят последние деньги на «отдых» в Ле-Туке. В последний момент Бертран отказывается от поездки, мотивируя огромным количеством накопившейся работы и вместо него с Элизабет едет лучшая подруга и мать-одиночка Жюли, с малолетним ребёнком на руках.
В это время в Ле-Туке «отдыхает» пара Люлю и Жана-Пьера, который ревнует жену к каждому встречному и ловелас Максим, ищущий любовных приключений вдали от жены.
Именно на побережье Английского канала разыгрывается трагикомедия, сводящая героев друг с другом…

## В ролях
| В ролях           |  | Персонаж |
| ----------------- |  | -------- |
| Шарлотта Рэмплинг |  | Элизабет |
| Лу Дуайон         |  | Эмили    |
| Сами Буажила      |  | Кевин    |
| Жак Дютрон        |  | Бертран  |
| Клотильда Куро    |  | Жюли     |
| Венсан Эльбаз     |  | Максим   |
| Кароль Буке       |  | Люлю     |
| Мишель Блан       |  | Жан-Пьер |
| Карин Виар        |  | Вероник  |
| Дени Подалидес    |  | Жером    |
| Гаспар Ульель     |  | Лоик     |
| Мелани Лоран      |  | Кароль   |

## Награды и номинации
Полный перечень наград и номинаций — на сайте IMDB
| Премия                        | Категория                                  | Имя            | Результат |
| ----------------------------- | ------------------------------------------ | -------------- | --------- |
| Сезар 2003 г.                 | Лучшая актриса второго плана               | Карин Виар     | Победа    |
| Сезар 2003 г.                 | Лучший актёр второго плана                 | Дени Подалидес | Номинация |
| Сезар 2003 г.                 | Лучший оригинальный сценарий или адаптация | Мишель Блан    | Номинация |
| Сезар 2003 г.                 | Самый многообещающий актёр                 | Гаспар Ульель  | Номинация |
| Премия братьев Люмьер 2003 г. | Самый многообещающий молодой актёр         | Гаспар Ульель  | Победа    |